# Letkov
Letkov är en ort i Tjeckien.   Den ligger i regionen Plzeň, i den västra delen av landet, 80 km sydväst om huvudstaden Prag. Letkov ligger 390 meter över havet och antalet invånare är 389.
Terrängen runt Letkov är huvudsakligen platt, men åt sydost är den kuperad. Runt Letkov är det ganska glesbefolkat, med 34 invånare per kvadratkilometer. Närmaste större samhälle är Plzeň, 6,5 km väster om Letkov. I omgivningarna runt Letkov växer i huvudsak blandskog.